# Marleyella maldivensis
Marleyella maldivensis is een straalvinnige vissensoort uit de familie van schollen (Pleuronectidae). De wetenschappelijke naam van de soort is voor het eerst geldig gepubliceerd in 1939 door Norman en komt voor in de Maldiven.

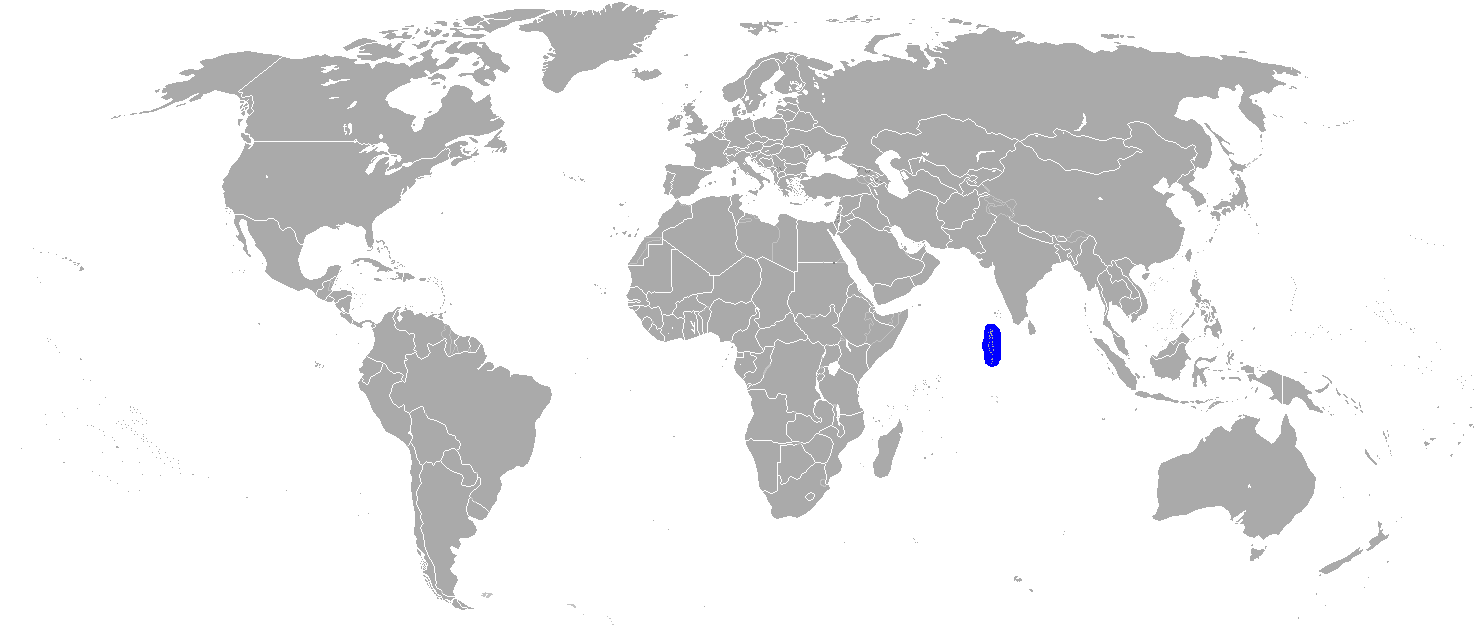
Verspreidingsgebied van Marleyella maldivensis